# 134. Infanterie-Division (Wehrmacht)
Die 134. Infanterie-Division (kurz: 134. ID) war ein Großverband des Heeres der deutschen Wehrmacht im Zweiten Weltkrieg.

## Geschichte

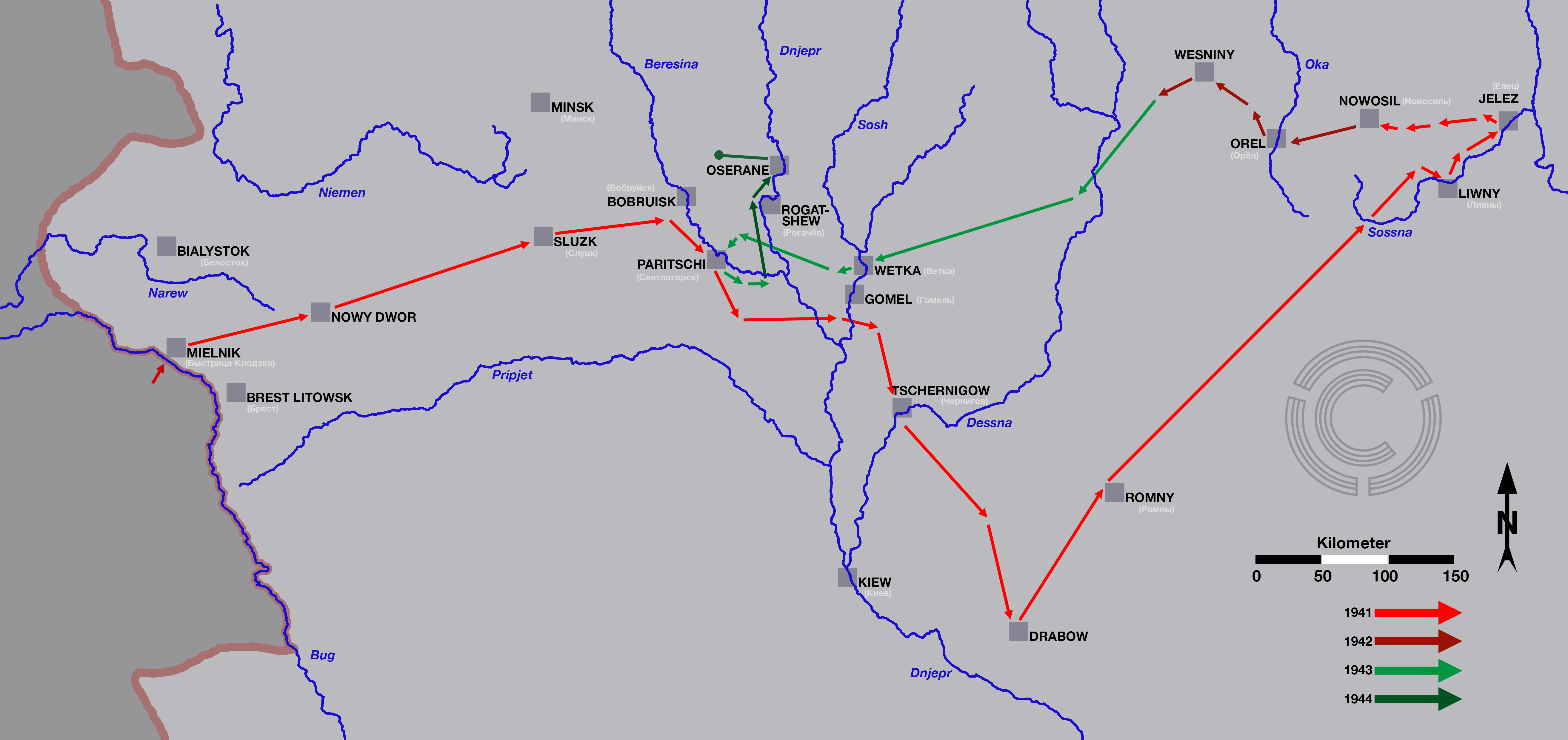
Marschroute der 134. Infanterie-Division im Deutsch-Sowjetischen Krieg

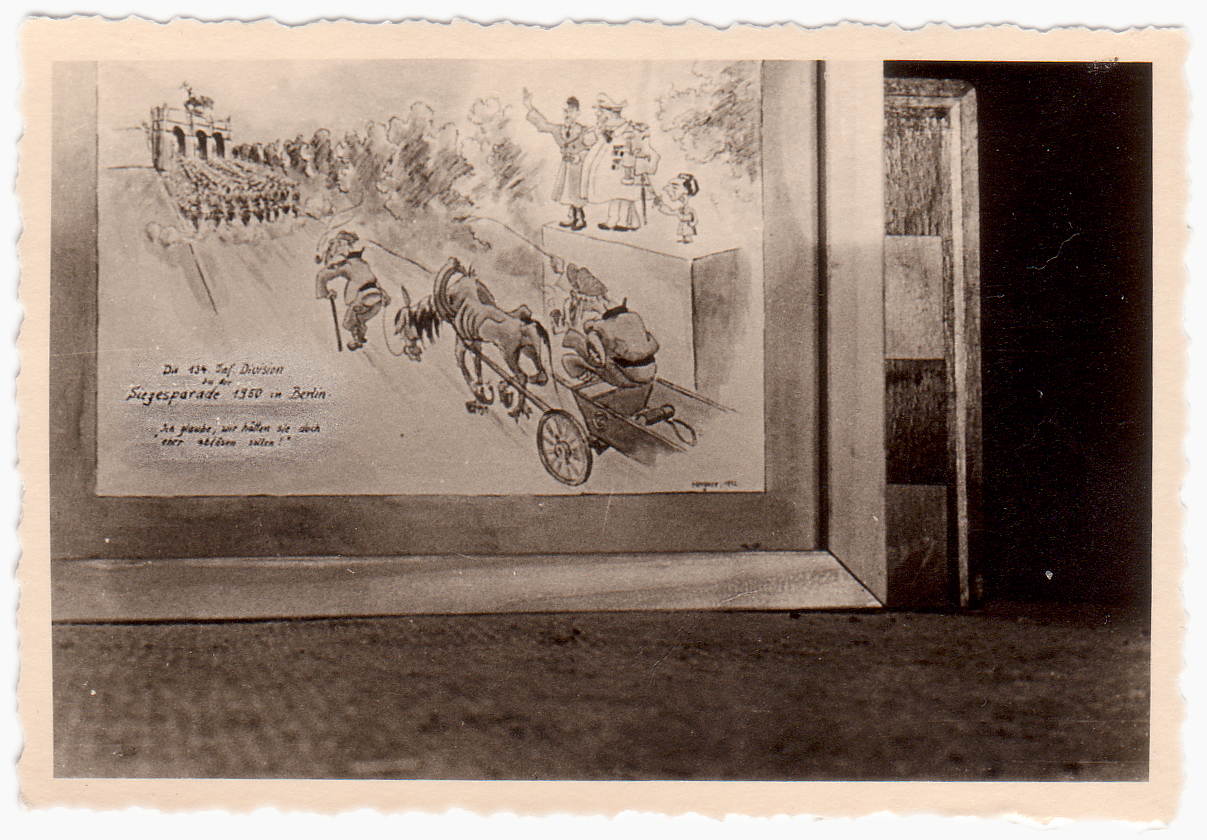
Foto einer Karikatur, die ein Soldat (Name leider nicht lesbar) der 134. ID angefertigt hat. Text im Bild: Die 134. Inf. Division auf der Siegesparade 1950 in Berlin. "Ich glaube wir hätten sie doch eher ablösen sollen!" - Auf einem Podest sind Hitler, Göring und Goebbels (in damals durchaus strafrechtlich riskanter Form dargestellt) zu sehen.

### Aufstellung
Die 134. Infanterie-Division wurde als Division der 11. Aufstellungswelle am 15. Oktober 1940 auf dem Truppenübungsplatz Grafenwöhr im Wehrkreis XIII aus Teilen der 252. Infanterie-Division und 255. Infanterie-Division aufgestellt. Zusätzlich erhielt die Division Teile der 10. Infanterie-Division. Bis März 1941 dauerte die Ausbildung der Soldaten.

### Unternehmen Barbarossa
Ab Juni 1941 nahm die 134. Infanterie-Division als Teil der Heeresgruppe Mitte am Überfall auf die Sowjetunion teil. Im Dezember 1941 war die Division während des Vormarsches auf Moskau in die Abwehrschlacht von Klin verwickelt. 

### Eingekesselt bei Liwny
Zusammen mit der 45. Infanterie-Division wurde sie als Teil der 2. Armee bei Liwny vorübergehend eingeschlossen und verlor einen großen Teil ihrer Artillerie.
Im Dezember 1941 wurde die Division westlich von Rosssoschnoje erneut eingekesselt. Im Verlauf dieser Lage beging der sowohl körperlich wie auch nervlich schwer angegriffene Divisionskommandeur Konrad von Cochenhausen in der Nacht vom 13. auf den 14. Dezember Selbstmord.
Bis 1943 blieb der Großverband im Orel-Sektor. Anschließend nahm die Division im Sommer/Herbst 1943 an den Verteidigungsschlachten um Gomel und Bryansk teil. 

### Eingliederung der Reste der 390. Feldausbildungs-Division
Im März 1944 folgte die Eingliederung der restlichen Truppenteile der 390. Feldausbildungs-Division.

### Vernichtung
Zwischen dem 24. und 29. Juni 1944 wurde die 134. Infanterie-Division mit der Heeresgruppe Mitte bei der sowjetischen Sommeroffensive im Kessel von Bobruisk vollständig vernichtet (→Operation Bagration); der Divisionskommandeur Generalleutnant Ernst Philipp beging, wie auch schon Konrad von Cochenhausen, Suizid.

## Personen
| Dienstzeit                            | Dienstgrad                          | Name                    |
| ------------------------------------- | ----------------------------------- | ----------------------- |
| 5. Oktober 1940 bis 12. Dezember 1941 | Generalleutnant                     | Konrad von Cochenhausen |
| 12. Dezember 1941 bis Februar 1943    | Oberst/Generalmajor/Generalleutnant | Hans Schlemmer          |
| Februar bis 1944                      | Oberst                              | Rudolf Bader            |
| Juli 1943                             | Generalleutnant                     | Hans Schlemmer          |
| Juli bis Februar 1944                 | Oberst                              | Rudolf Bader            |
| Februar bis Juni 1944                 | Generalleutnant                     | Ernst Philipp           |

| Dienstzeit                      | Dienstgrad     | Name            |
| ------------------------------- | -------------- | --------------- |
| Oktober 1940 bis November 1942  | Major          | Hans Richert    |
| November 1942 bis November 1943 | Oberstleutnant | Günther Wentrup |
| Januar 1944 bis unbekannt       | Oberstleutnant | Siegfried Degen |

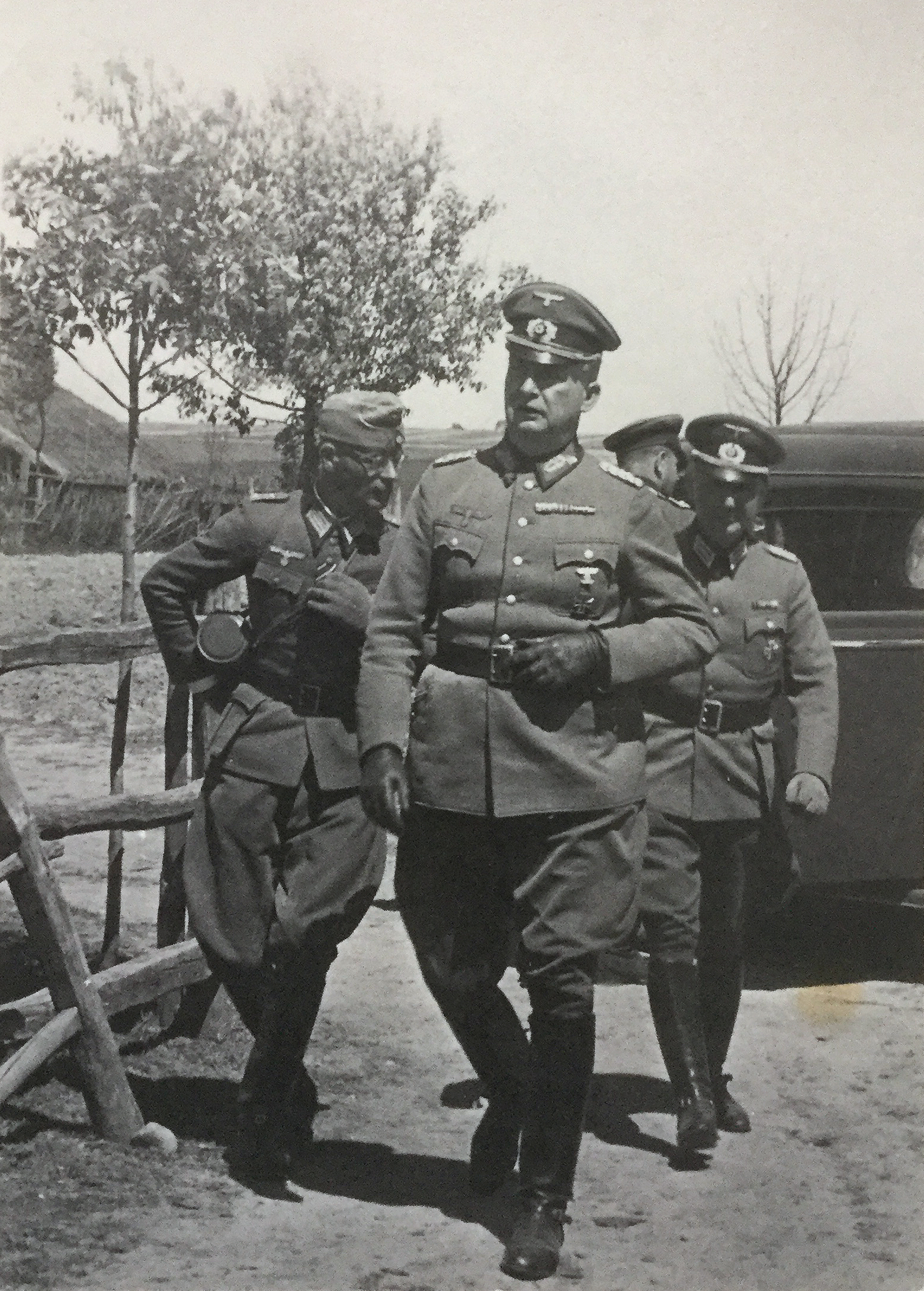
GenLt. Konrad von Cochenhausen
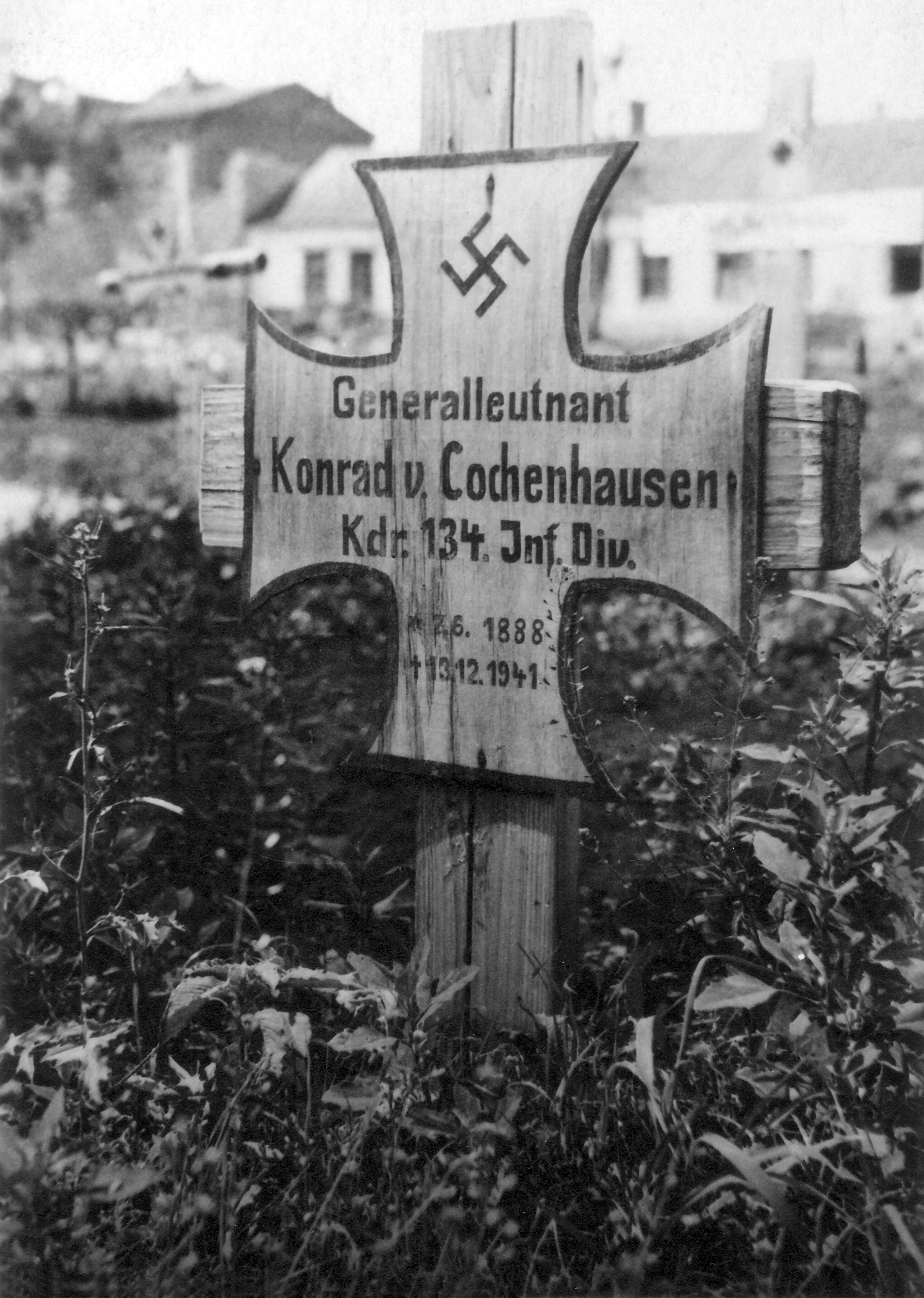
Grabstelle
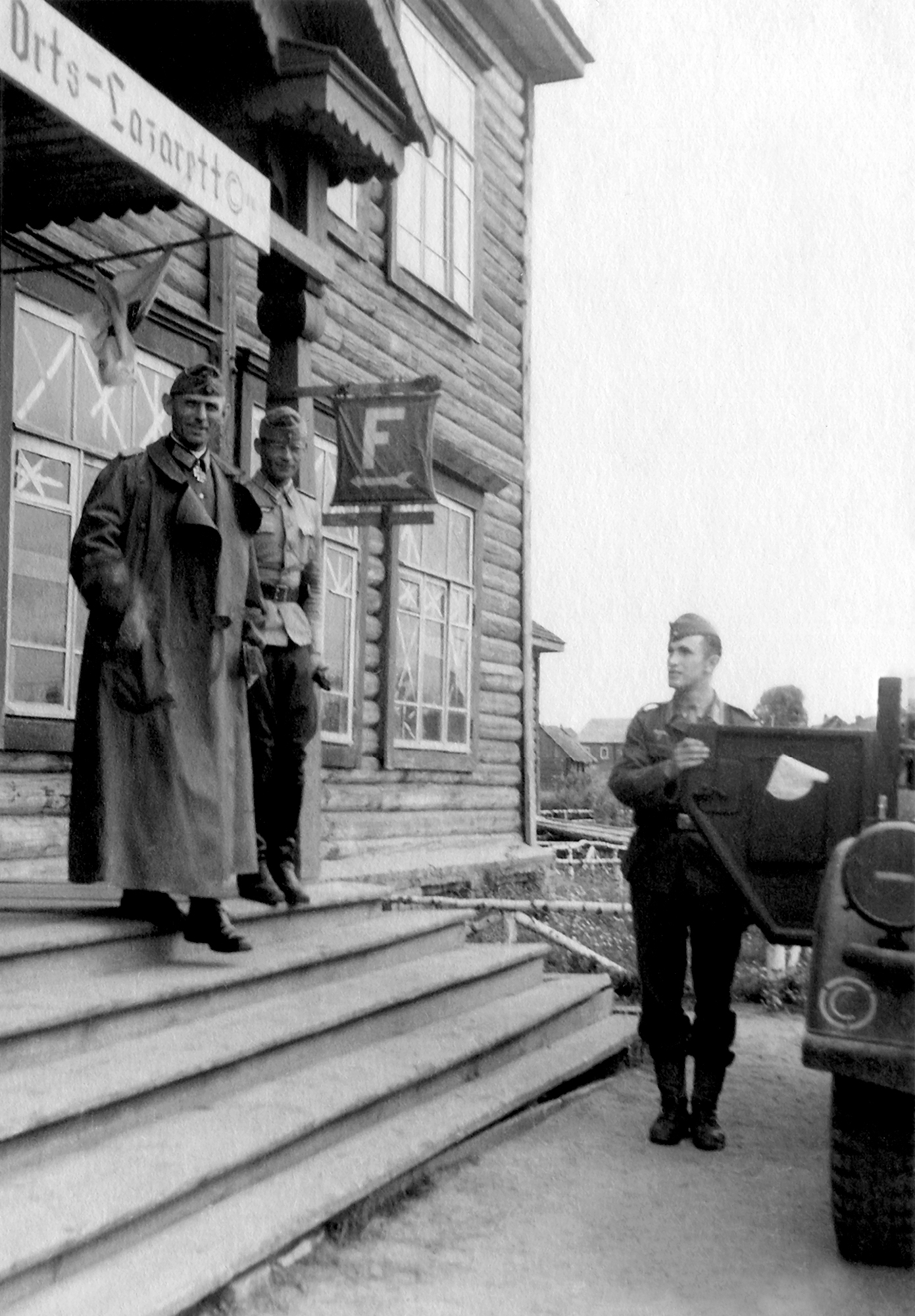
Gen. Hans Schlemmer
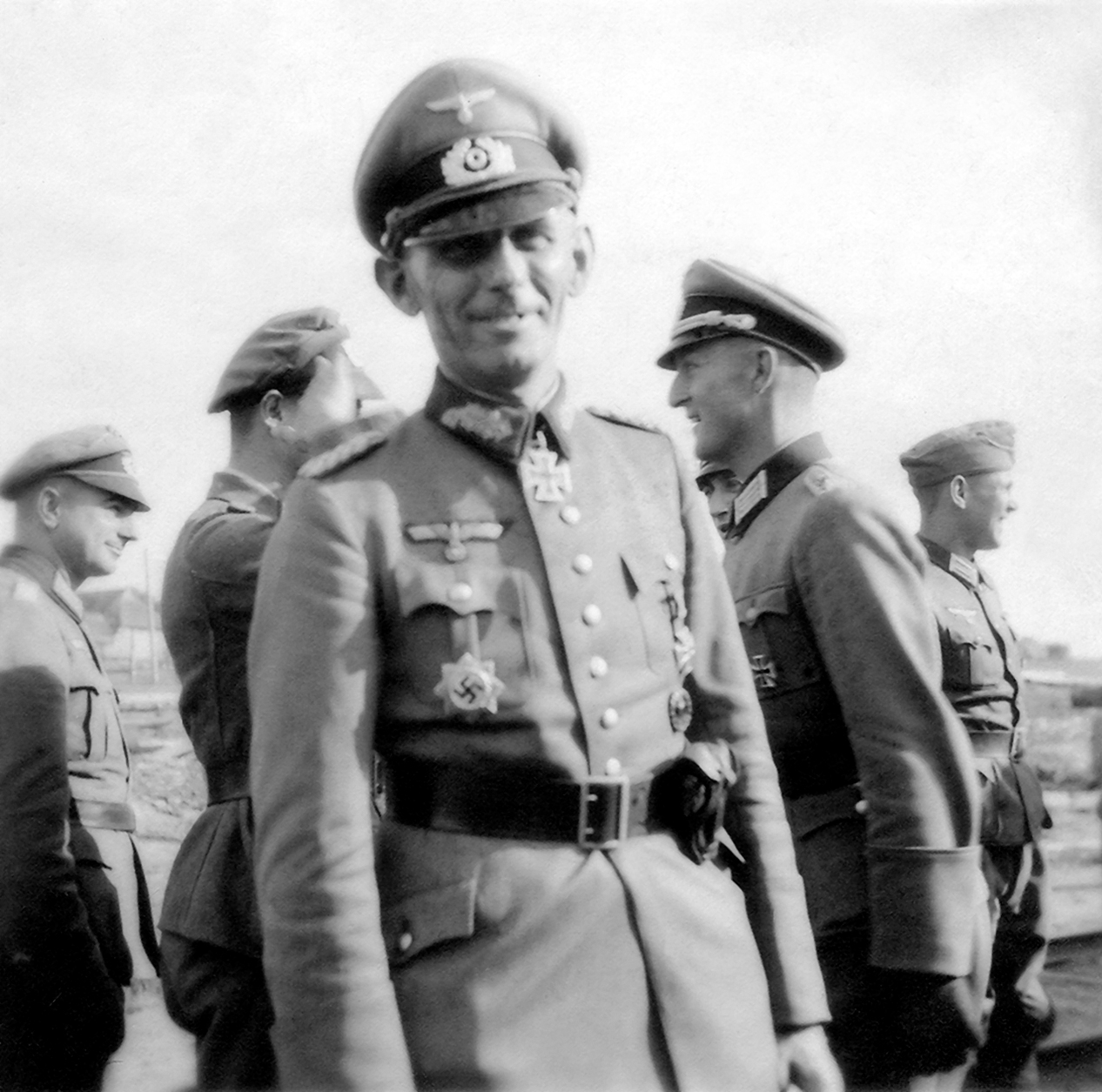
Gen. Hans Schlemmer

## Bekannte Divisionsangehörige
- Ernst Ferber war unter dem Kommando des Generals der Gebirgstruppe Schlemmer Zweiter Generalstabsoffizier (Ib) bei 134. Infanterie-Division. Später war er von 1971 bis 1973 Inspekteur des Heeres und von 1973 bis 1975 Oberbefehlshaber der Allied Forces Central Europe der NATO.
- Heinz Keßler diente ab November 1940 als Soldat in der 134. Infanterie-Division. Am 15. Juli 1941 lief er zur Roten Armee über. Nach dem Krieg wurde Keßler im Jahr 1985 Armeegeneral der Nationalen Volksarmee und Minister für Nationale Verteidigung in der DDR. 1989 legte er im Zuge der Wende das Ministeramt nieder und schied aus der NVA aus.

## Auszeichnungen
Insgesamt wurden 22 Angehörige der 134. ID mit dem Ritterkreuz ausgezeichnet und 70 mit dem Deutschen Kreuz in Gold.

## Gliederung
- Infanterie-Regiment 439
- Infanterie-Regiment 445
- Infanterie-Regiment 446
- Artillerie-Regiment 134
- Panzerjäger-Abteilung 134 (mot.)
- Aufklärungs-Abteilung 134
- Feldersatz-Bataillon 134
- Nachrichten-Abteilung 134
- Pionier-Bataillon 134
- Versorgungseinheiten